# Jan Cleymans
Jan Cleymans is een Belgisch muzikant en acteur. Hij was getrouwd met Karin Jacobs en is vader van Jelle en Clara Cleymans. 

## Televisie
| Jaar | Titel         | Rol                           | Soort programma | Zender    | Bijzonderheden                      |
| ---- | ------------- | ----------------------------- | --------------- | --------- | ----------------------------------- |
| 1996 | Samson & Gert | Afgevaardigde van de minister | televisieserie  | Tv1 (één) | Gastrol (aflevering: Octaaf kapper) |

## Films
| Jaar | Titel            | Rol        | Bijzonderheden |
| ---- | ---------------- | ---------- | -------------- |
| 2008 | Hotel op stelten | Fanfarelid | Bijrol         |

## Discografie

### Studio100

#### Singles en cd's
| Jaar | Type                   | Titel                              | Instrument |
| ---- | ---------------------- | ---------------------------------- | ---------- |
| 1995 | Samson & Gert single   | In de disco                        | Klarinet   |
| 1995 | Samson & Gert cd-album | Samson & Gert 5 (dubbele feest-cd) | Klarinet   |
| 1996 | Samson & Gert cd-album | Samson & Gert 5                    | Klarinet   |
| 2000 | Samson & Gert cd-album | 15 superhits                       | Klarinet   |

#### Shows
| Periode   | Land      | Show                           | Instrument           | Functie      |
| --------- | --------- | ------------------------------ | -------------------- | ------------ |
| 1991-2019 | België    | Samson & Gert Kerstshows       | Saxofoon en klarinet | Orkestleider |
| 1994-1997 | Nederland | Samson & Gert Eftelingshows    | Saxofoon en klarinet | Orkestleider |
| 1991-1999 | België    | Samson & Gert Zomertournees    | Saxofoon en klarinet | Orkestleider |
| 2000-2019 | België    | Samson & Gert Zomershows       | Saxofoon en klarinet | Orkestleider |
| 2005      | Nederland | K3 in Ahoy                     | Saxofoon en klarinet | /            |
| 2006      | België    | De Grote Sinterklaasshow       | Saxofoon             | Orkestleider |
| 2009-2010 | België    | De Grote Sinterklaasshow       | Saxofoon             | Orkestleider |
| 2009-2010 | Nederland | Studio 100 Zomerfestivals      | Saxofoon             | Orkestleider |
| 2009      | België    | Studio 100 Zomershow           | /                    | Orkestleider |
| 2010      | België    | Le show d'été de Fred & Samson | /                    | Orkestleider |

### Andere
- Muzikant, Op Zoek Naar Romantiek van Guido Belcanto